# Ferenc Karinthy
Ferenc Karinthy (Budapest, 2 giugno 1921 – Budapest, 29 febbraio 1992) è stato uno scrittore, linguista, drammaturgo, giornalista e traduttore ungherese.

## Biografia
Era figlio del famoso scrittore e umorista Frigyes Karinthy e della psichiatra di origine ebraica Aranka Böhm. Dopo la morte improvvisa del padre, nonostante la sua grande fama, la famiglia visse in ristrettezze economiche tanto che Ferenc si iscrisse alla facoltà di letteratura dell'Università Cattolica Pázmány Péter, che era gratuita, e qui studiò l'italiano. Durante la seconda guerra mondiale venne selezionato nella squadra di pallanuoto e pubblicò i suoi primi lavori. La madre gli propose di trasferirsi negli Stati Uniti ma lui rifiutò; la donna venne poi catturata dai nazisti e uccisa ad Auschwitz.
Terminata la guerra conseguì la laurea e il dottorato, che completò con una tesi illustrante i collegamenti tra la lingua italiana e quella ungherese. Ottenne quindi borse di studio che gli permisero di andare prima a Parigi e poi a Roma. Negli anni cinquanta affiancò all'attività letteraria anche quella politica che abbandonò dopo il fallimento del governo di Imre Nagy. Pubblicò Budapesti Tavasz (Primavera a Budapest) dal quale il regista Félix Máriássy trasse l'omonimo film.
Negli anni 60, oltre a viaggiare per approfondire gli studi sulle lingue ugro-finniche, collaborò con la radio e la televisione dove propose giochi letterari e di cultura generale ma soprattutto collaborò con il teatro Nazionale di Budapest come drammaturgo e adattatore, attività che sarà fonte di ispirazione per il suo romanzo Ősbemutató del 1972.
Nello stesso periodo venne pubblicato quello che forse è considerato il suo libro più famoso, Epepe, che racconta le disavventure - quasi kafkiane - di un linguista capitato per sbaglio in un paese dove non riesce a comunicare con nessuno.
Tradusse in ungherese autori italiani (Machiavelli), francesi (Molière), inglesi, tedeschi.

## Opere pubblicate in Italia
- Epepe (Epepe), 2015 ed. Adelphi ISBN 9788845929922
- Tempi felici (Aranyidő), 2016 ed. Adelphi ISBN 9788845931192